# Verneukpan
Verneukpan is een grote zoutvlakte in de Zuid-Afrikaanse provincie Noord-Kaap. De vlakte ligt in de droge Karoo tussen de plaatsen Brandvlei en Kenhardt en heeft een oppervlakte van ongeveer 20 bij 40 kilometer.

## Etymologie
Verneukpan is een samenstelling van de Afrikaanse termen verneuken (bedriegen) en pan (opgedroogd meer). Deze naam is een verwijzing naar fata morgana's, ofwel dat de vlakte na een regenbui vergist werd voor een meer.

## Snelheidsrecords
Verneukpan is vooral bekend als de locatie waar Sir Malcolm Campbell op 20 maart 1929 met zijn racewagen Bluebird het wereldsnelheidsrecord op land poogde te verbreken. Hij bereikte een snelheid van 327 kilometer per uur, niet genoeg om het record van 351 kilometer per uur te overtreffen. In 2006 kwam de Zuid-Afrikaanse recordhouder Johan Jacobs hier bij een recordpoging om het leven, toen hij met een snelheid van 500 kilometer per uur verongelukte.